# フライハウス劇場 (ウィーン)

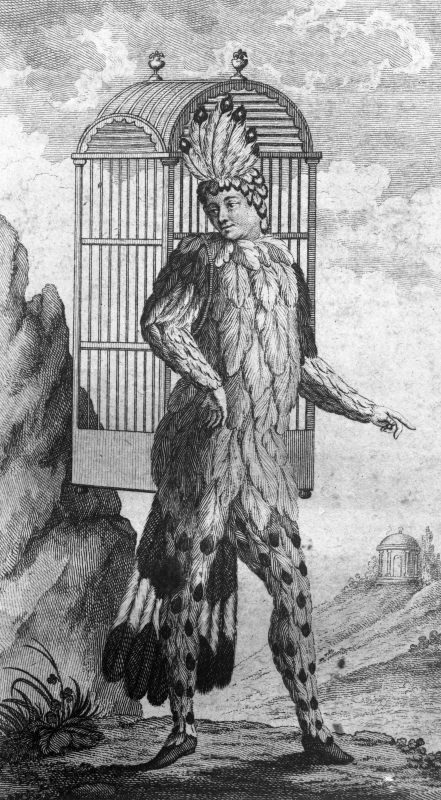
劇場支配人シカネーダー(モーツァルトの「魔笛」のパパゲーノ役)

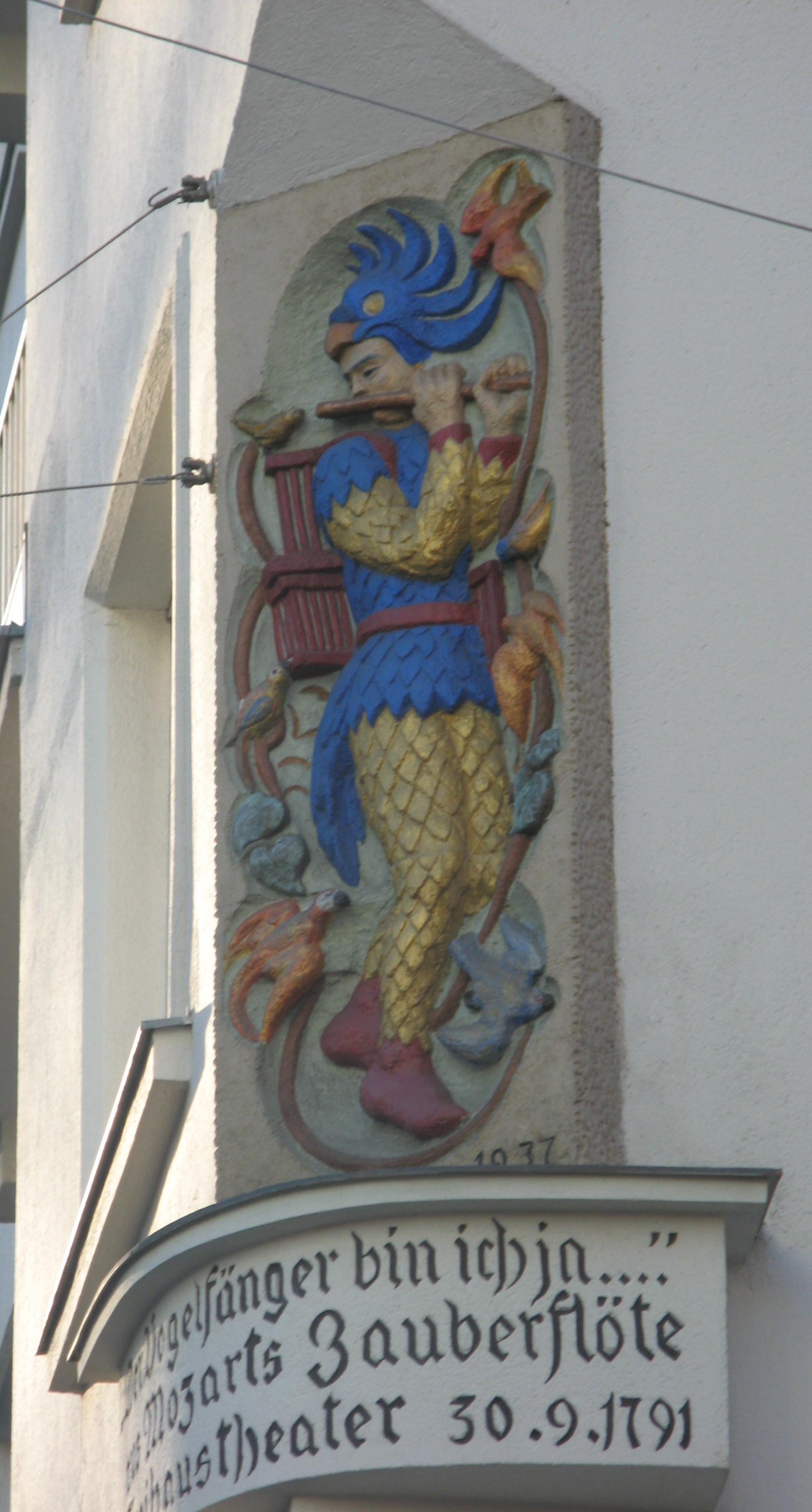
パパゲーノのレリーフ像(1937年製作。住所：オペルンガッセ。当時のフライハウス劇場に近いパパゲーノホーフで)

フライハウス劇場(ドイツ語: Das Freihaustheater)は、1787年から1801年まで、ウィーン郊外のヴィーデン地区の複合的な集合住宅建築(フライハウス)内の一角にあった劇場。アウフ・デア・ヴィーデン劇場(Theater auf der Wieden)、または、単にヴィーデン劇場(Wiedner Theater)とも呼ばれた(どちらも「ヴィーデンの劇場」の意味)。この劇場の名前が今日に至るまで有名になったのは、1791年9月30日、モーツァルトの「魔笛」の初演によるものである。初演から10年後の閉場までに、この劇場での「魔笛」の上演回数は223回を数えた。

## 歴史
建物の建築は1787年。これにより、1781年開場のレオポルトシュタット劇場に次ぎ、ウィーンで2番目の郊外劇場が誕生した。当時の劇場の位置は、今日のオペルンガッセ通り23番地から32番地までの敷地に相当する。
劇場の創設者で初代の支配人はクリスティアン・ロスバッハ。ロスバッハは、フライハウス複合住宅の所有者だったゲオルク・アダム・フォン・シュタルヘンベルク侯と低オーストリア州政府の認可を得て、1787年10月14日、劇場を開場した。1788年から1789年までの支配人はヨハン・フリーデル。1789年にエマヌエル・シカネーダーが支配人となり、閉場の1801年までシカネーダー体制が続いた。その間に、その共同支配人として、1790年から1793年までヨーゼフ・フォン・バウエルンフェルト、1799年から1801年までバルトロメウス・ツィッターバルトが就任した。
楽団の楽長には、作曲家ヨハン・ネポムク・フンメルの父、ヨハネス・フンメルもいた。
シカネーダーは、レオポルトシュタット劇場の辣腕の支配人、カール・フォン・マリネッリとの間で、劇場好きなウィーンの大衆の支持をめぐり、熾烈な競合を繰り広げた。これはどちらの劇場にとっても高い公演レベルの維持につながり、この競合関係の中から、当時すでに有名人であったモーツァルトによる「魔笛」の企画が生まれた。シカネーダーは1780年、ザルツブルク時代のモーツァルトと出会っており、モーツァルトの関与により、レオポルトシュタット劇場に対して優位に立てると見込んでいた。この競合から生まれたもう一つの成果としては、いわゆる「魔法オペラ」という新ジャンルを上演プランに取り込んだことが挙げられる。それは「賢者の石、または魔法の島」、「魔笛」などである。
当時の上演プランは今日まで残された史料で詳しく伝えられている。オペラ、バレエ(当時は宮廷劇場が主な上演会場だった)、器楽音楽の他、主力ジャンルである演劇が、有名・無名の作品を取り混ぜて並んでいる。
1798年、この劇場の音楽アカデミー(演奏会)の一環としてベートーヴェンが自身のピアノ協奏曲を自作自演している。
今日の視点からは勿論のこと、当時の視点から見てもこの劇場の最高潮となったのは1791年9月30日、モーツァルトの「魔笛」の初演であった。台本はシカネーダー自身が作成し、モーツァルトの妻、コンスタンツェの姉のヨーゼファが夜の女王を歌った。初演時の指揮はモーツァルト自身。シカネーダーがパパゲーノを歌った。「魔笛」は当時のフライハウス劇場にとっても多大な成功を収めた作品だったが、同時に、今日に至るまで、史上最も有名、かつ、成功を収めたオペラ作品の一つとして広く知られるまでになっている。当時の劇場に程近いウィーン市内のモーツァルト広場(Mozartplatz)にある「モーツァルトの噴水」はこの劇場での「魔笛」初演を記念して作られたものである。
この劇場で「魔笛」に次ぐヒット作となったのはシカネーダー作の「ティロルのヴァストル」で、118回の公演を数えた。
やがて、所有者であるシュタルヘンベルク侯からの劇場の賃貸契約は、延長されないことが決まり、1801年6月12日、「魔笛」の初演からわずか10年後、最後の公演がとり行われ、シカネーダーが舞台から客席に向かって次のように語りかけた。フライハウス劇場とその後継となる新築のアン・デア・ウィーン劇場の地理的位置関係(ウィーン川を挟んですぐ対岸)をもじった韻文となっている。
道はそれほど遠くない。(注、道＝フライハウス劇場からアン・デア・ウィーン劇場への道のり)
川も全く広くない。(注、川＝ウィーン川)
ひとっ跳びでもうすぐそこ!
ですよね? さあ皆さん、ヤー(勿論)と言いましょう!
(Der Weg ist nicht zu weit,)
(Der Fluss auch gar nicht breit,)
(Ein Sprung und ihr seid da!)
(Nicht wahr, Ihr saget ja!)
1800年前後にシカネーダーはウィーン川沿いの土地を取得しており、短期間で新たな劇場を建てていた。フライハウス劇場から程近いこの新劇場は、フライハウス劇場のお別れ公演が行われた翌日の1801年6月13日にはシカネーダー自身の台本によるオペラ「アレクサンダー」(作曲はフランツ・タイバー)で早々とこけら落としとなり、これにより、ウィーン劇場史の新たな1ページもスタートした。フライハウス劇場は賃貸住宅に改装され、その建物も時代が下ってから取り壊された。

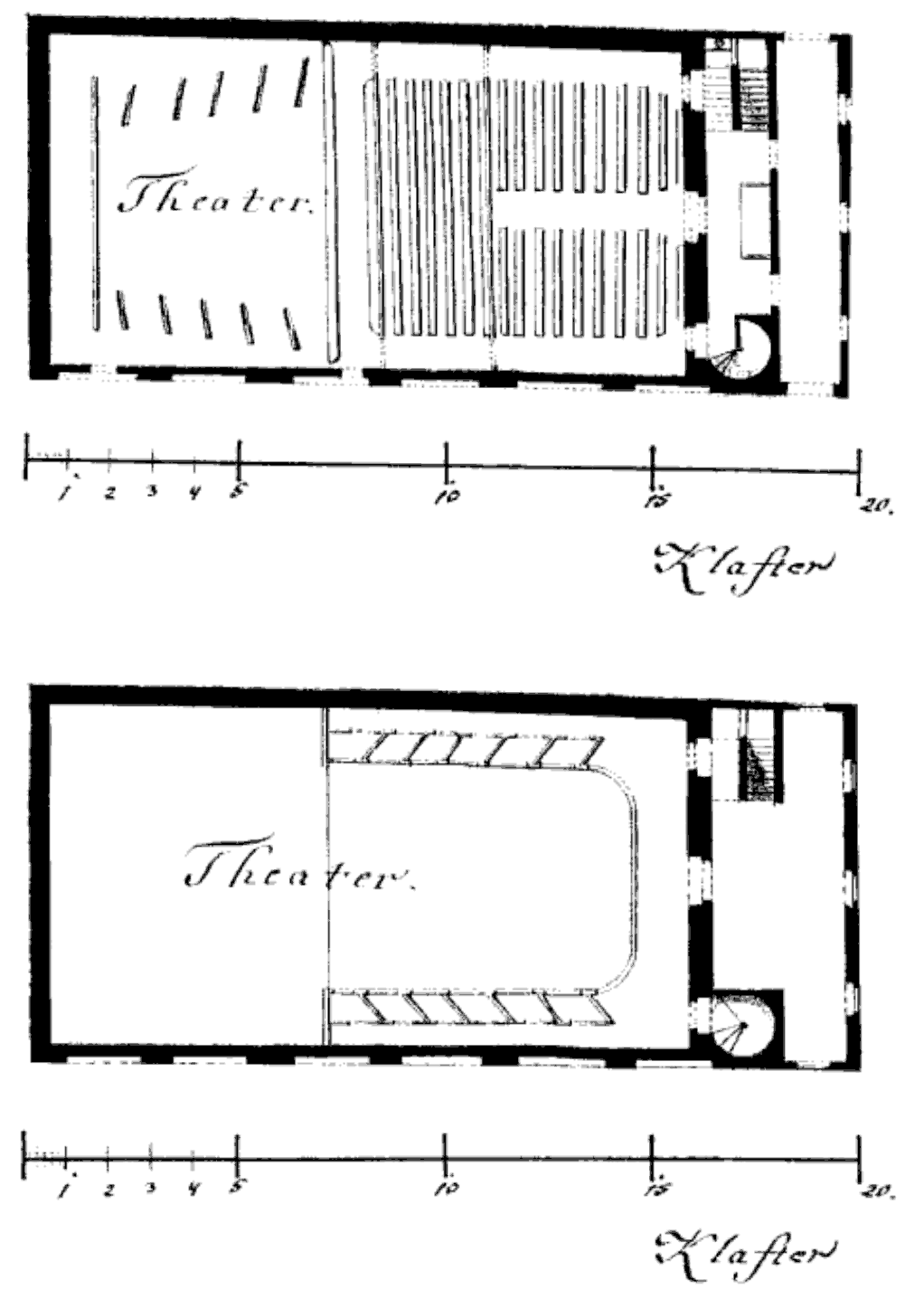
1階と2階の客席見取り図(1789年。ザンクトペルテンのニーダーエステライヒ州立古文書館所蔵)

## 建物
設計は建築家のアンドレアス・ツァッハによる。2階建てで、規模は30メートル×15メートル(見取り図ではクラフターという単位が使われている。1クラフター＝約1.9メートル)。屋根は瓦屋根で、周囲のフライハウス集合住宅建築の棟よりも高さで抜きんでていた。外観上は劇場というよりは穀倉のような外観であった。
扉は4つあり、インネレシュタット(ウィーン市第1区、旧市街)側にある正面玄関が1番。2番はBärenmühlgasse側、3番はSchleifmühlgasse側、4番はWiedner Hauptstraßeと当時この場所にあったナッシュマルクト(青空市場)の側である。2番と3番は王侯貴族専用の扉であった。
劇場内部には、舞台、オーケストラ席、簡易な絵画装飾が施された客席があり、客席は平土間前方(Parterre noble、「高貴な平土間」)、平土間後方(Parterre、「平土間」)、2階席(noble Galerie、「高貴なガレリー」)、2階入場券スペース(2.Galerie、「第2ガレリー」)、20のロージェ(ボックス席)があった。平土間の前方と後方の間、並びに、オーケストラ席と客席の間には「木と布の壁」が添え付けられていた。当時のイグナーツ・カステッリの記述によれば、「舞台の両袖には等身大の2つの彫像があった。一つは短剣を持つ騎士。もう一つは仮面を付けた婦人」。2階席、並びに平土間前方の大半はひじ掛けがあり、「赤い布」で覆われていた。全体で1000人以上の収容能力があったと推定されている。

## レパートリー
- 「オベロン - エルフたちの王」：クリストフ・マルティン・ヴィーラント(原作)、フリーデリケ・ゾフィー・ザイラー(台本)、カール・ギーゼッケ(編集)、1789年11月7日初演
- 「賢者の石、または魔法の島」：シカネーダー、1790年9月11日初演
- 「魔笛」：モーツァルト、1791年9月30日初演
- 「ティロルのヴァストル」：シカネーダー、初演
- 1791年4月13日の音楽アカデミー(コンサート)：エドムント・アンゲラー作曲の「ベルヒテスガーデン交響曲」(「子供の交響曲」とも。ただし、ハイドンの名で発表された)
- 1798年10月27日の大アカデミー(大規模コンサート)：バス歌手ルートヴィヒ・フィッシャーの歌唱によるアリア数曲、ベートーヴェン自身のピアノ独奏による自作自演のピアノ協奏曲1曲、ハイドンの交響曲第94番「驚愕」
- 「ドン・ジョヴァンニ」：モーツァルト
- 「フィガロの結婚」：モーツァルト
- 「後宮からの誘拐」：モーツァルト
- 「皇帝ティートの慈悲」：モーツァルト(演奏会形式)
- 「鬼火」：イグナーツ・ウムラウフ
- 「騎士ローラント」(Orlando paladino)：ハイドン
- 「モーゼス」：フランツ・クサーヴァー・ジュースマイヤー
- 「バビロンのピラミッド」：ヨハン・メデリッチュによる第1幕、ペーター・フォン・ヴィンターによる第2幕、1797年初演
- 「迷宮」(魔笛第2部)：シカネーダー(台本)、ペーター・フォン・ヴィンター(作曲)、1798年6月12日初演
- 「魔法をかけられた木」：グルック
- 「アルチェステ」：グルック
- 「兄弟」：ゲーテ
- 「マクベス」：シェイクスピア
- 「アレッサンドロとカンパスぺ、または、自分自身に打ち勝つアレクサンダー」：ジャン・ジョルジュ・ノヴェルのバレエ作品
- ボーグナー一座による子供バレエ多数

## 支配人
- クリスティアン・ロスバッハ(1787年–1788年)
- ヨハン・フリーデル(1788年3月24日-1789年)
- エマヌエル・シカネーダー、ヨーゼフ・フォン・バウエルンフェルト(1790年7月9日-1793年1月10日、共同支配人体制)
- エマヌエル・シカネーダー(1793年1月10日-1799年)
- エマヌエル・シカネーダー、バルトロメウス・ツィッターバルト(1799年–1801年、共同支配人体制)

## 楽団長(カペルマイスター)
- ヨハン・バプティスト・ヘンネベルク
- ヨハネス・フンメル
- イグナーツ・フォン・ザイフリート(任期:1797年-1801年)

## 入場料
入場料は7クロイツァーから5グルデン(＝300クロイツァーに相当)まで。ただし、シカネーダー体制下では慢性的に資金不足に陥っており、しばしば値上げされた。フライハウス劇場開場時の値段は次の通り。ロージェはボックス席のこと。
- 8席の大ロージェ: 5グルデン
- 4席の小ロージェ: 2グルデン30クロイツァー
- 平土間前方、2階席: 34クロイツァー
- 平土間後方: 17クロイツァー
- 2階入場券: 7クロイツァー
- 宮廷ロージェ: 6グルデン50クロイツァー(特別な場合のみ)